# Escudo de Mozoncillo
El escudo de Mozoncillo es, junto a su bandera, el símbolo más importante de Mozoncillo, municipio de la provincia de Segovia, comunidad autónoma de Castilla y León, en España. 

## Descripción
El escudo de Mozoncillo fue oficializado el 29 de septiembre de 2006, y su descripción heráldica es:

«Escudo partido y medio cortado. 1.º de gules, acueducto de plata, de dos órdenes, fabricado de sable. Sobre el mismo cabeza humana de plata. 2.º de oro, con cuatro pinos arrancados de sinople puestos en dos palos de dos. 3.º de plata banda ondada de azur. Al timbre Corona Real cerrada.»
Boletín Oficial de Castilla y León nº 40/2007